# Phenacoccus caillardi
Phenacoccus caillardi är en insektsart som först beskrevs av Alfred Serge Balachowsky 1930.  Phenacoccus caillardi ingår i släktet Phenacoccus och familjen ullsköldlöss.
Artens utbredningsområde är Algeriet. Inga underarter finns listade i Catalogue of Life.